# Radikal 18
Das Radikal 18 mit der Bedeutung „Messer, Schwert“ ist eines von 23 traditionellen Radikalen der chinesischen Schrift, die mit zwei Strichen geschrieben werden. Mit 90 Zeichenverbindungen in Mathews’ Chinese-English Dictionary nimmt es eine hohe Häufigkeit ein.
Das Radikal Messer nimmt nur in der Langzeichen-Liste traditioneller Radikale, die aus 214 Radikalen besteht, die 18. Position ein. In modernen Kurzzeichen-Wörterbüchern kann es sich an ganz anderer Stelle finden. Im Neuen chinesisch-deutschen Wörterbuch aus der Volksrepublik China steht es zum Beispiel an 17. und an 27. Stelle.
Die Kurzform des Radikals, 刂, steht immer rechts; das Zeichen ist ähnlich dem Katakanazeichen リ ri.
Die andere Variante 刁 ist selten.
Die meisten der unter dem Radikal 刀 zu findenden Zeichen haben mit Messer oder Schneiden zu tun wie zum Beispiel:
| Zeichen | Erklärung      |
| ------- | -------------- |
| 刃      | Schneide       |
| 切      | schneiden      |
| 券      | Eintrittskarte |

Bei der Eintrittskarte erschließt sich der Zusammenhang erst, wenn man sich eine Eintrittskarte vor Augen hält: Sie besteht aus zwei Abschnitten, die zur Entwertung auseinandergeschnitten werden.
Ebenfalls als Messer gilt die Variante im oberen Teil zum Beispiel des Zeichens 负 (= etwas auf dem Rücken tragen), die wegen ihrer Ähnlichkeit mit 刀 auch als Schrägmesser (撇刀头) beschrieben wird, obwohl die Komponente oft eine abgewandelte Form des Menschen 人 (Radikal 9) ist.
Manchmal steht das „schräge Messer“ auch für Radikal 87, die Kralle 爪, wie im Kurzzeichen 争 (= kämpfen).
Manche heutige „schräge Messer“ leiten sich auch aus der Kopfform von Tieren ab wie zum Beispiel bei:
象 (= Elephant),
兔 (= Hase) und
龟 (= Schildkröte, verkürzt, eigentlich: 龜).
Oft sind es aber weder Messer, noch Krallen noch Menschen, sondern nur allgemeine Komponenten verkürzter Schriftzeichen wie bei 刍 (= Heu).
Außerdem hat das Schriftzeichen 刀 in 叨 (= plappern) und in 召 (= rufen) die Funktion eines Lautträgers.

## Schriftzeichenverbindungen, die vom Radikal 18 regiert werden
| Striche | Zeichen                                                           |
| ------- | ----------------------------------------------------------------- |
| +0      | 刀 刁 刂                                                          |
| +01     | 刃 刄                                                             |
| +02     | 刅 分 切 刈                                                       |
| +03     | 刉 刊 刋 刌 刍                                                    |
| +04     | 刎 刏 刐 刑 划 刓 刔 刕 刖 列 刘 则 刚 创                         |
| +05     | 刜 初 刞 刟 删 刡 刢 刣 判 別 刦 刧 刨 利 刪 别 刬 刭             |
| +06     | 刮 刯 到 刱 刲 刳 刴 刵 制 刷 券 刹 刺 刻 刼 刽 刾 刿 剀 剁 剂    |
| +07     | 剃 剄 剅 剆 則 剈 剉 削 剋 剌 前 剎 剏 剐 剑                      |
| +08     | 剒 剓 剔 剕 剖 剗 剘 剙 剚 剛 剜 剝 剞 剟 剠 剡 剢 剣 剤 剥 剦 剧 |
| +09     | 剨 剪 剫 剬 剭 剮 副 剰 剱                                        |
| +10     | 剩 割 剳 剴 創 剶                                                 |
| +11     | 剷 剸 剹 剺 剻 剼 剽 剾 剿                                        |
| +12     | 劀 劁 劂 劃 劄                                                    |
| +13     | 劅 劆 劇 劈 劉 劊 劋 劌 劍 劎 劏                                  |
| +14     | 劐 劑 劒 劓 劔                                                    |
| +15     | 劕                                                                |
| +17     | 劖                                                                |
| +19     | 劗 劘                                                             |
| +21     | 劙 劚                                                             |

 Im Unicodeblock Kangxi-Radikale ist das Radikal 18 unter der Codepointnummer 12.049 (U+2F11) codiert.